# Lontov
Lontov (maďarsky Lontó) je obec v okrese Levice na Slovensku. Nachází se na východě Podunajské nížiny na jihovýchodním okraji Ipeľské pahorkatiny v mírném údolí potoka Jelšovka, levobřežního přítoku Ipľu na státní hranici s Maďarskem.

## Historie
Lontov je poprvé písemně zmiňován v roce 1236 jako Lumptov. V roce 1715 zde bylo 15 domácností. V roce 1828 zde stálo 95 domů a žilo 572 obyvatel, kteří byli zaměstnáni jako rolníci, ovocnáři a vinaři. Do roku 1918 byla obec součástí Uherska. Kvůli první vídeňské arbitráži byla v letech 1938 až 1945 součástí Maďarska.
Při sčítání lidu v roce 2011 žilo v obci 702 obyvatel, z toho 378 Maďarů, 283 Slováků, 17 Romů a jeden Moravan, jeden Polák a jeden Čech. 21 obyvatel neuvedlo žádné informace o své národnosti.

## Pamětihodnosti
- Římskokatolický kostel sv. Anny v barokním slohu (z 1. poloviny 18. století)
- Venkovský zámeček v klasicistickém slohu (z roku 1786)
- Venkovský zámeček v pozdně klasicistním slohu (z poloviny 19. století)